# Calligra Words
Calligra Words est un logiciel libre de traitement de texte basé sur des cadres. Il fait partie de la suite bureautique Calligra du projet KDE. Il gère le format ouvert OpenDocument. C'est un fork de KWord.